# ヨハン・エンデル
ヨハン・ネポムク・エンデルまたはヨハン・ネポムク・エンダー（ドイツ語: Johann Nepomuk Ender、1793年11月4日 - 1854年3月16日）とは、オーストリアの画家であり、トマス・エンデルの弟。

## 経歴
ヨハンはトマスと共にウィーン美術アカデミーで絵画を勉強し、画家となり、1818年から翌1819年にかけてイタリア、トルコ、ギリシャを旅行し、1820年から1826年の間、ローマに滞在した。その後はミニアチュールと歴史関係の絵画が評価されウィーン美術アカデミーの教授となり、1829年から1850年の間、教鞭を執っていた。

## 作品
- 微睡むキリストを抱く聖母（ウィーン美術館所蔵）
- 死に際のマルクス・アウレリウス（1814年作、エステルハージ美術館所蔵）
- 十字架（シュテファン大聖堂にある彼の傑作）
- エリーニュスに捕まるオレステース（1815年作）
- ユリシーズへイサカを見せるミネルヴァ（1816年作）
- 逮捕（1817年作）
- キリストの墳墓で眠る（1817年作）
- ユデト
- バッカスはアリアドネを見つけた

他多数

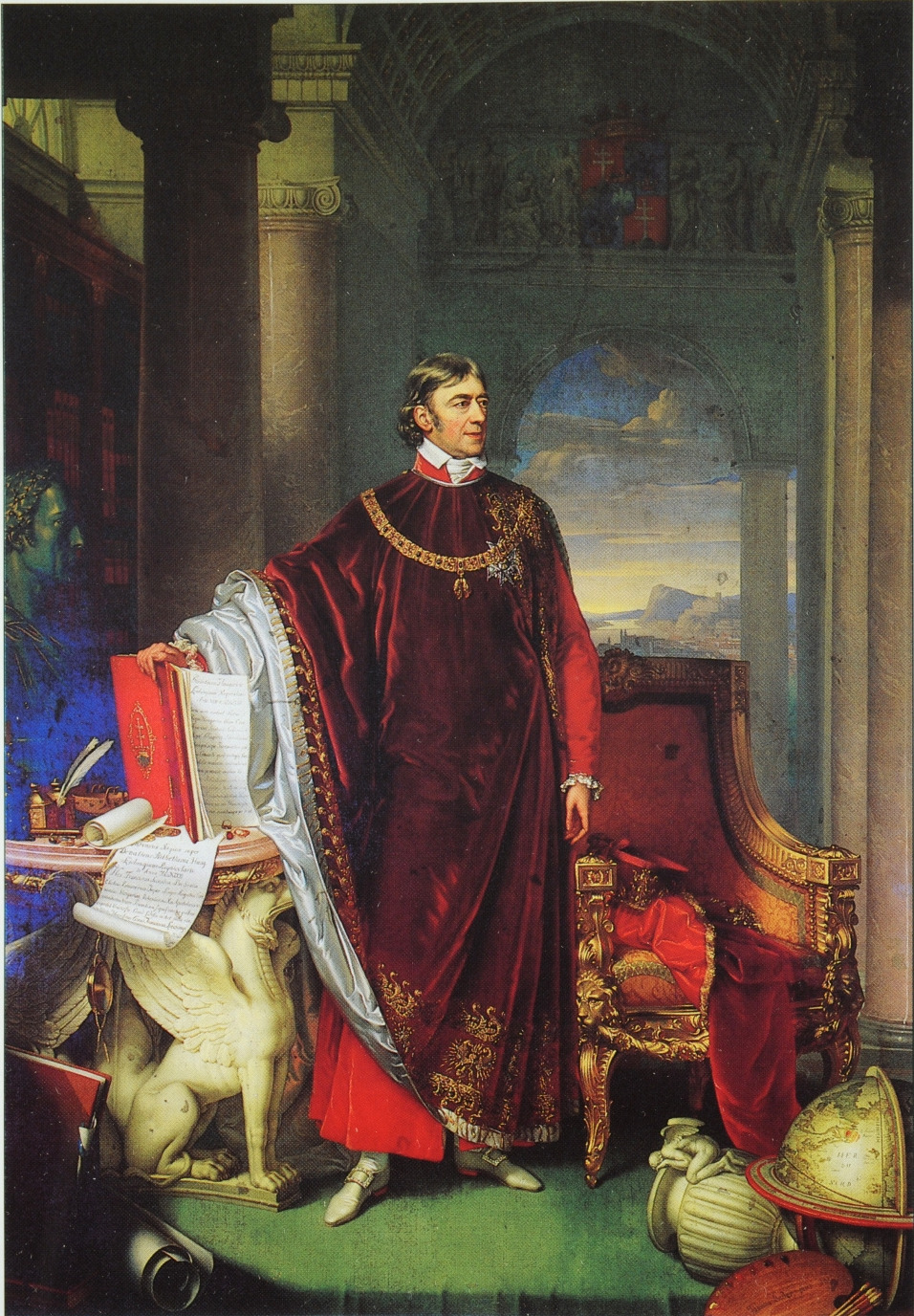
セーチェーニ・フェレンツの肖像画
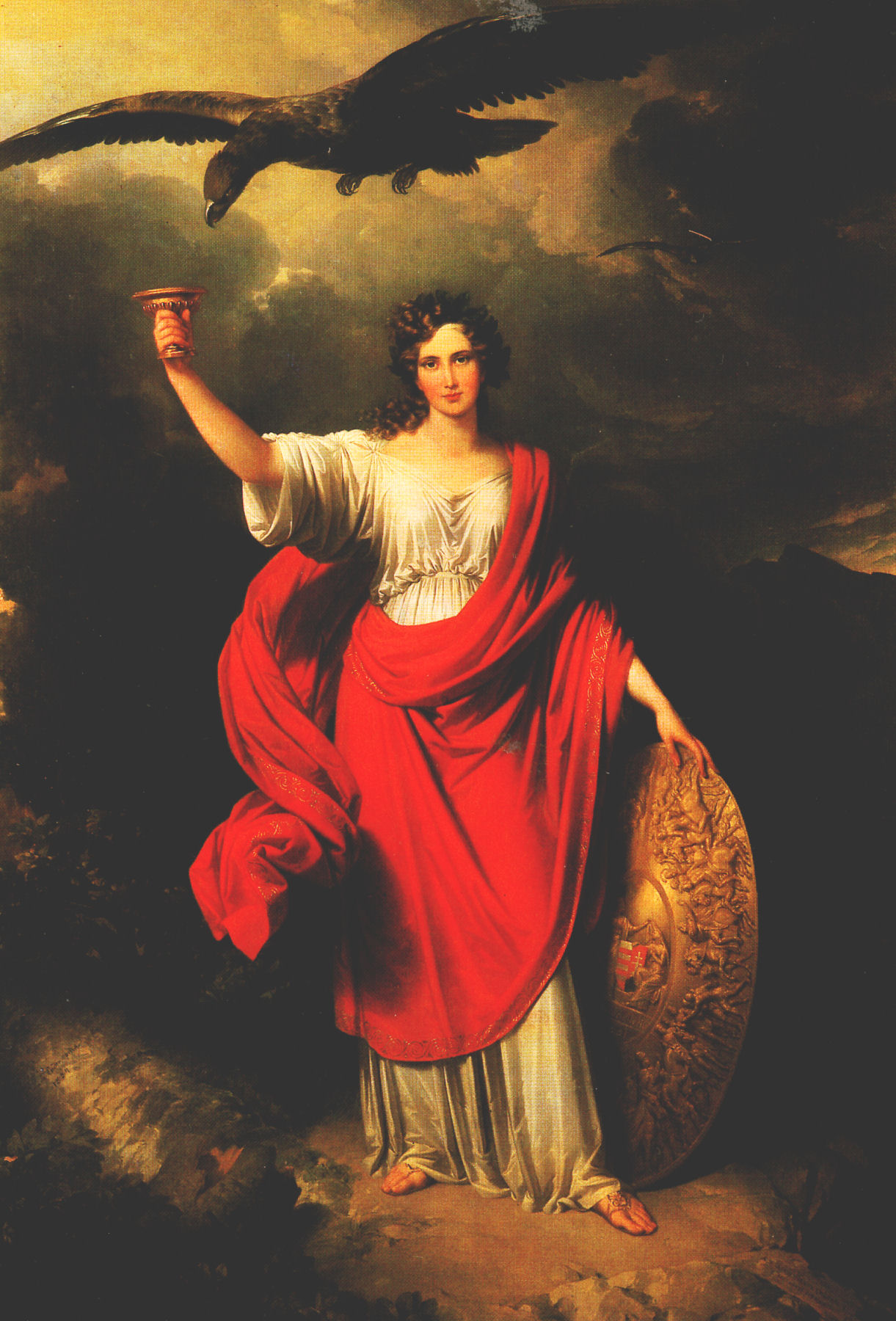
闇から光へ
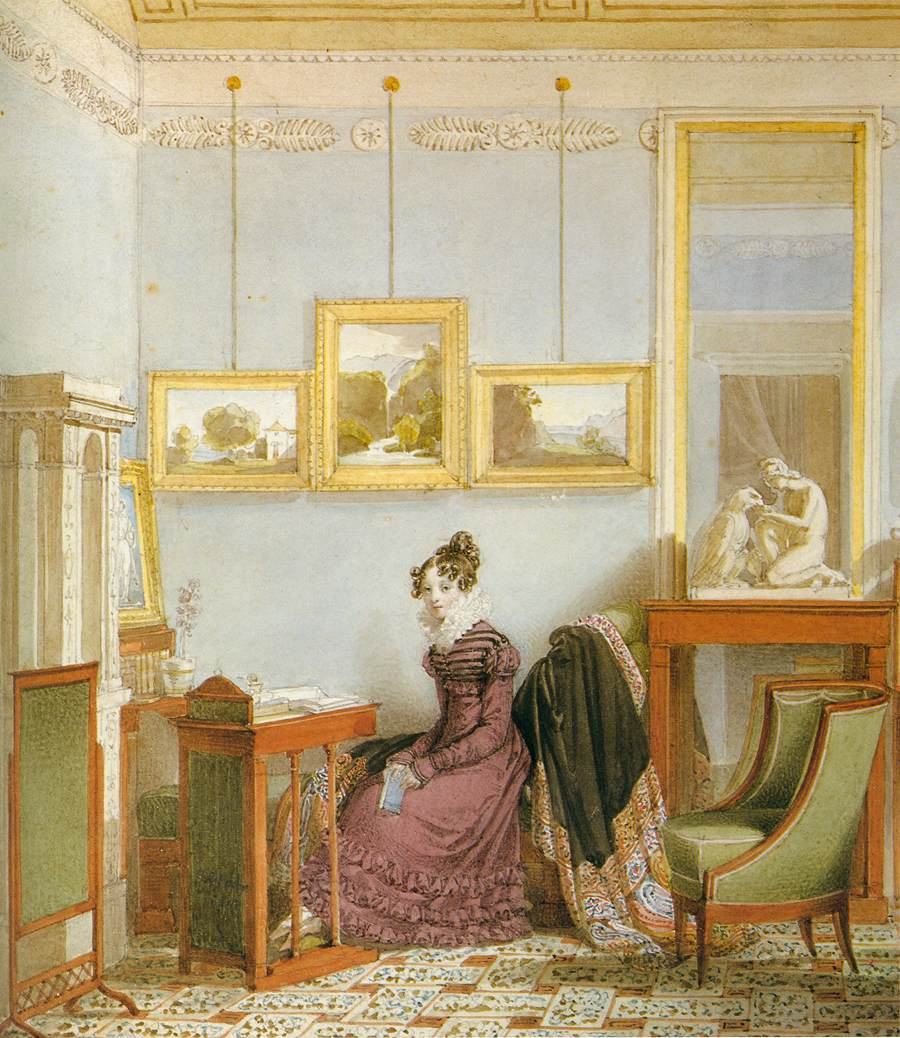
書物机の前の女性
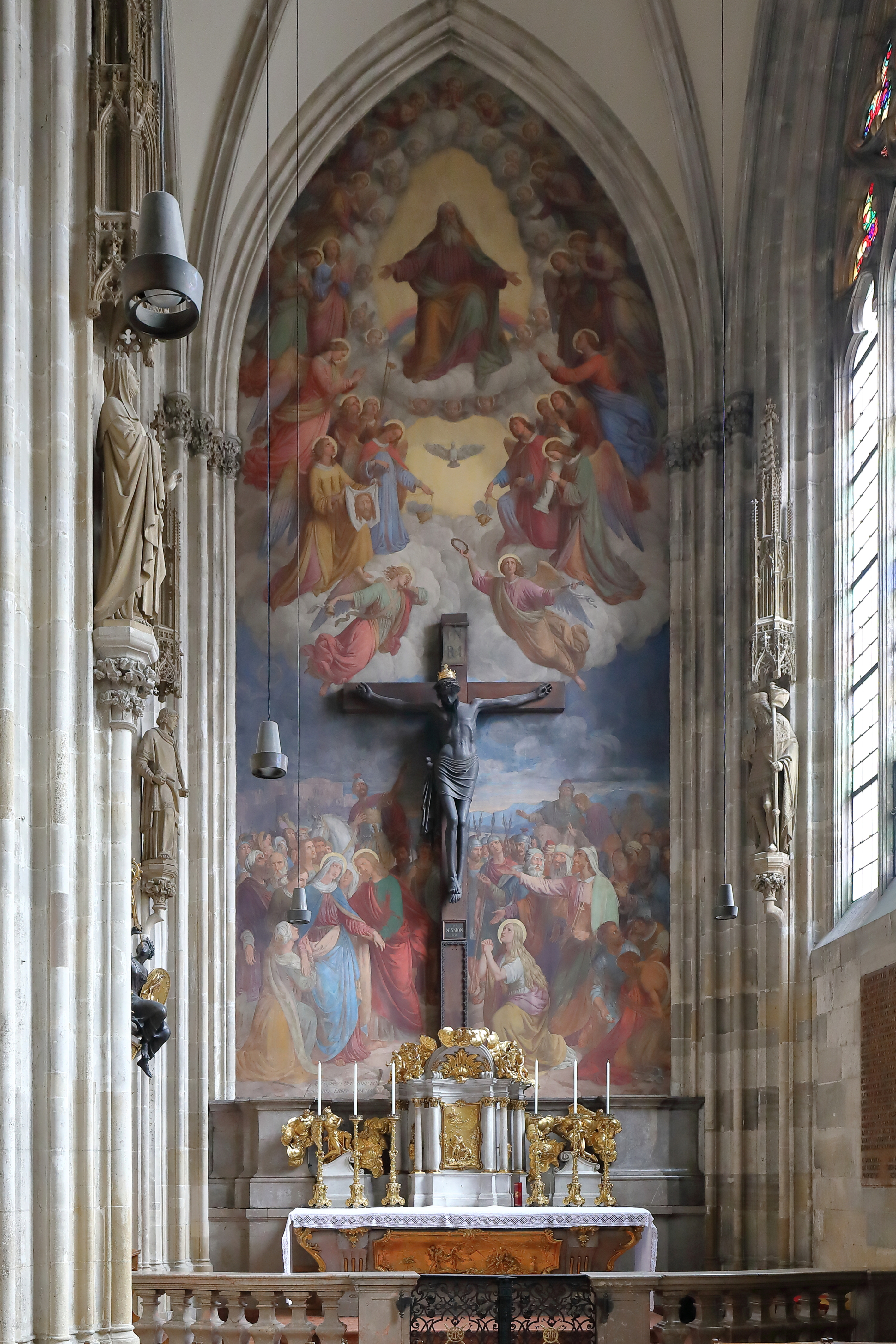
装飾画